# محمد بن سلیمان (بازیکن والیبال)
محمد بن سلیمان (انگلیسی: Mohamed Ben Slimane؛ زادهٔ ۲۹ نوامبر ۱۹۸۱) بازیکن والیبال اهل تونس است.